# Gamasiphis parpulchellus
Gamasiphis parpulchellus är en spindeldjursart som beskrevs av Abdul Halim Nasr och Mersal 1986. Gamasiphis parpulchellus ingår i släktet Gamasiphis och familjen Ologamasidae. Inga underarter finns listade i Catalogue of Life.